# Gara Zalău Nord
Gara Zalău Nord este o gară care deservește municipiul Zalău, România.